# ブレンダン・ウィルソン
ブレンダン・ウィルソン（Brendan Wilson、1954年 - ）は、スコットランド出身の哲学者。東京大学名誉教授。

## 人物・経歴
スコットランド出身。1976年グラスゴー大学修士課程修了。1978年オックスフォード大学学部卒業。1981年オックスフォード大学博士課程修了。1992年東京大学教養学部助教授。1999年東京大学大学院総合文化研究科教授。2019年東京大学名誉教授。専門はルートヴィヒ・ウィトゲンシュタインなど。

## 著書
- "Wittgenstein’s Philosophical Investigations: A Guide" Edinburgh UniversityPress 1998年
- 『言語態の問い』（山中桂一, 石田英敬編, 共著）東京大学出版会 2001年
- "Simply Philosophy" Edinburgh University Press 2002年
- "Simply Philosophy: Guided Readings" Edinburgh University Press 2003年
- 『自分で考えてみる哲学』東京大学出版会 2004年
- 『大人のための英語教科書』（山本史郎と共著）IBCパブリッシング 2008年